# Geschenkwoningen

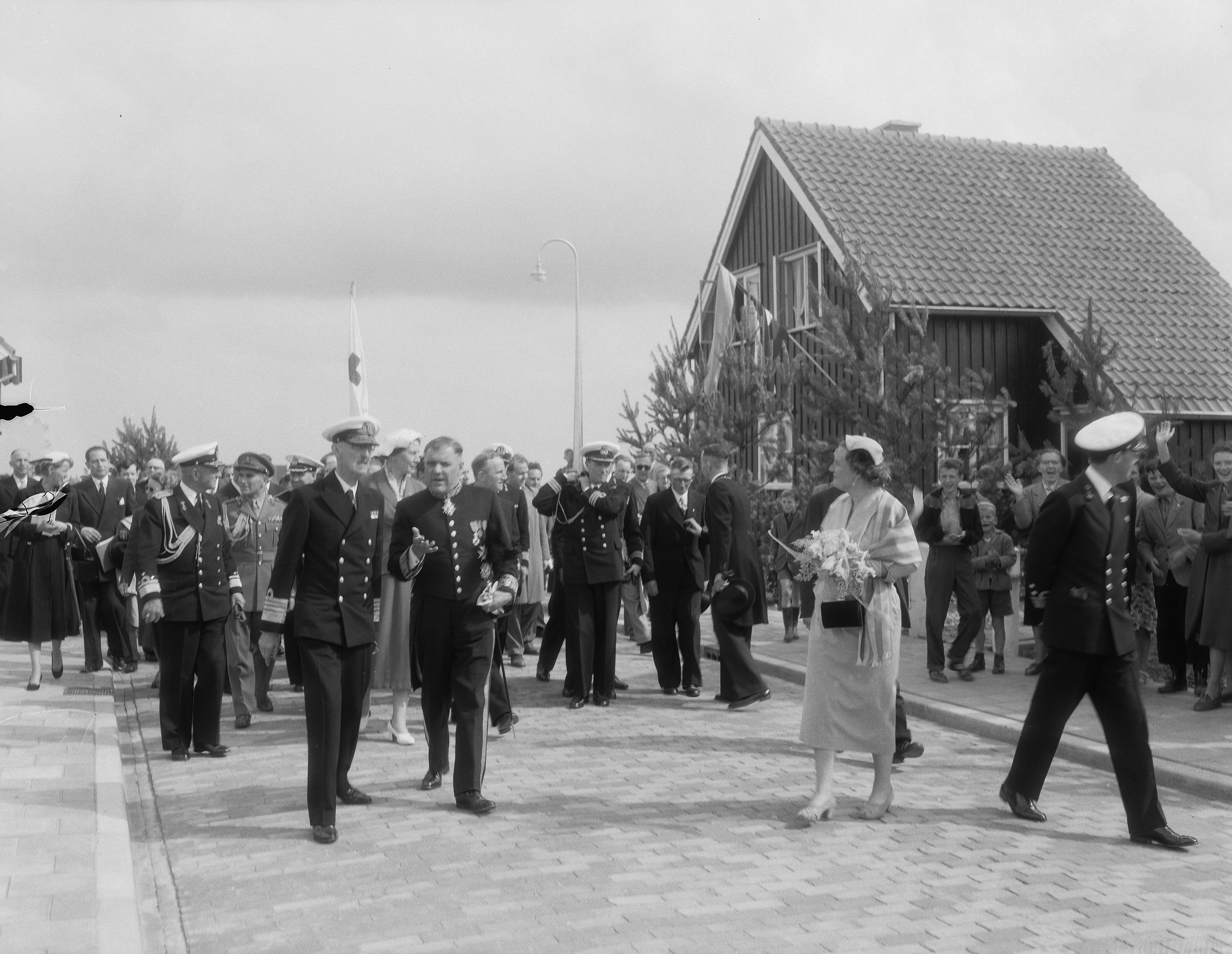
Bezoek van de Noorse koning Haakon aan Stavenisse, met o.a. een bezoek aan de Haakonstraat, met rechts een geschenkwoning; 13 augustus 1954.

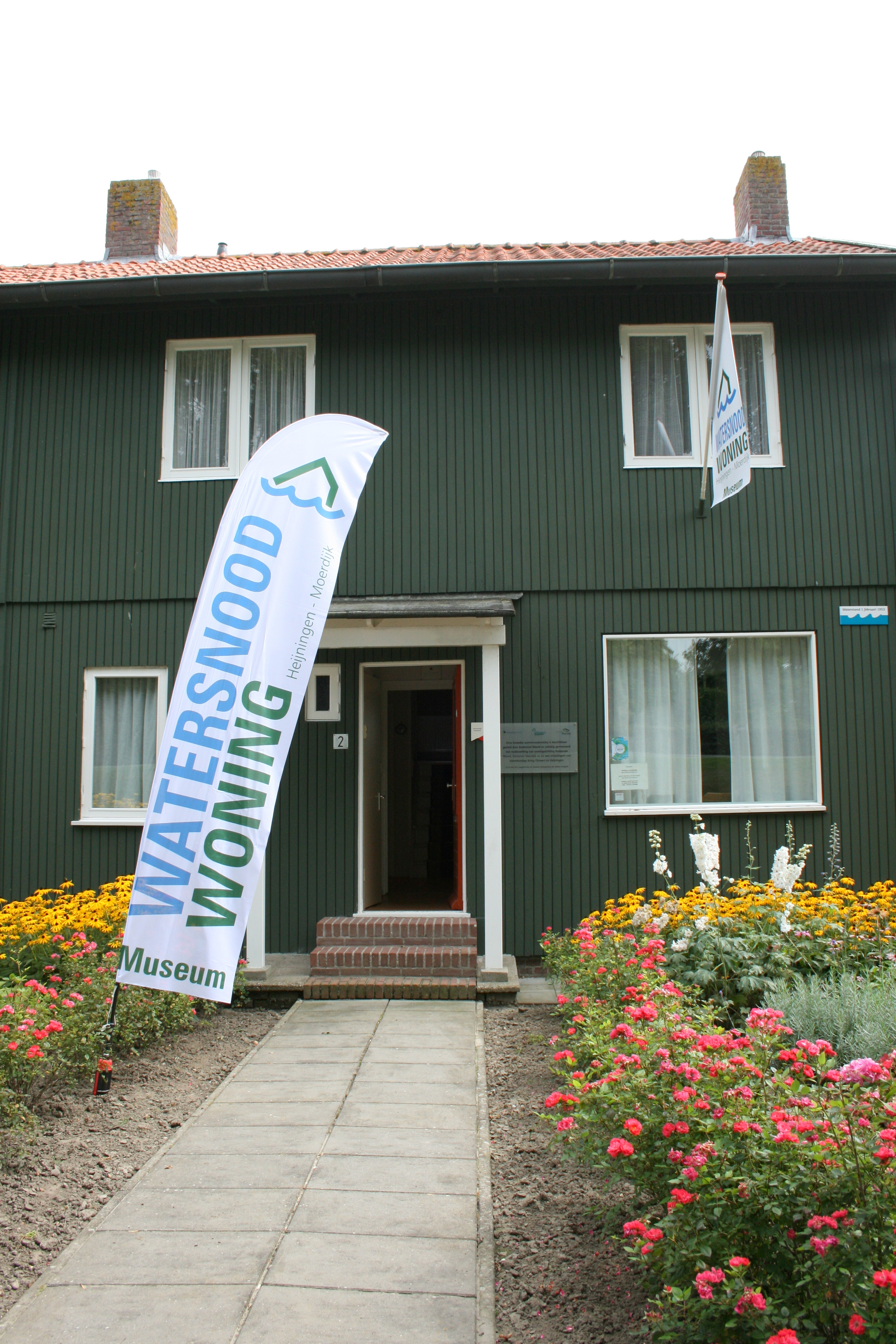
Watersnoodwoning / -museum in Heijningen (gemeente Moerdijk). Het huis is van het type geschenkwoning.

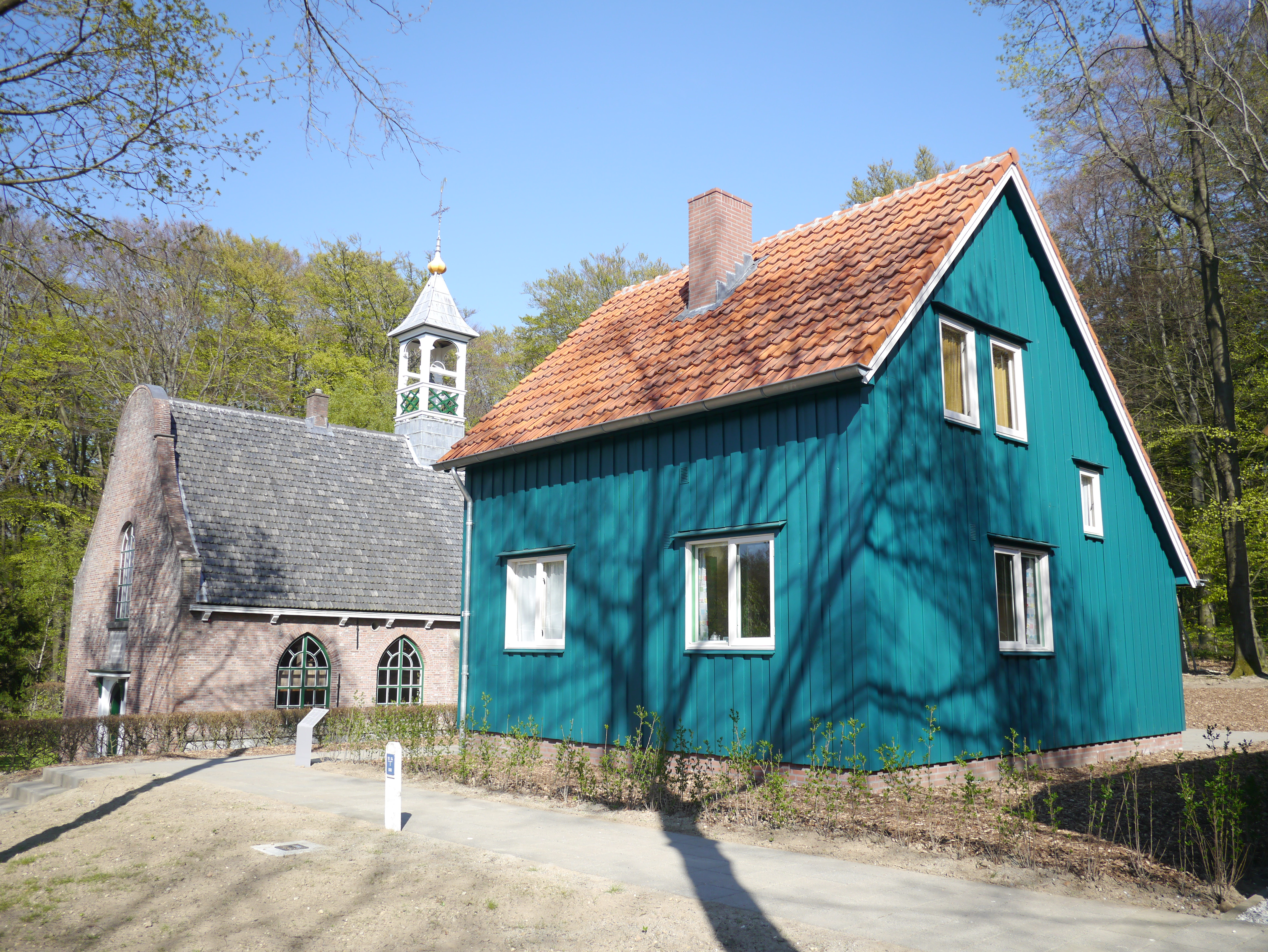
Noorse geschenkwoning afkomstig uit Raamsdonksveer in het Nederlands Openluchtmuseum in Arnhem; 16 april 2014.

Geschenkwoningen zijn woningen die na de Watersnoodramp van 1953 door diverse landen aan Nederland zijn geschonken om de woningnood in de door de watersnood getroffen gebieden te lenigen. Ze werden ook wel 'watersnoodwoningen' genoemd.
Na de Watersnoodramp van 1953 stuurden vooral Scandinavische landen ruim 800 zogenaamde geschenkwoningen naar Nederland. De geschenkwoningen kwamen uit Noorwegen (ruim 325), Denemarken, Zweden (ieder rond de 230), Finland (15) en Oostenrijk (circa 70). De Noorse koning Haakon stelde 326 prefabwoningen beschikbaar. Ook in Engeland werden Noorse geschenkwoningen gebouwd. Daarnaast waren er nog 140 vakantiewoningen op Schouwen-Duiveland, die niet voor permanente bewoning waren bedoeld, maar waar wel nog lang mensen gewoond hebben.
Er waren diverse types, waaronder eenlaags bungalows, en ook huizen met een boven- en benedenverdieping en twee-onder-een-kapwoningen. In de Scandinavische landen was de bouw van prefab houten huizen in de voorgaande decennia op gang gekomen en zo konden er bouwpakketten naar Rotterdam worden verscheept, vanwaar zij werden overgebracht naar hun bestemming. In 1946 ontwierpen de Noren de Noorse prefabwoning als zogenaamde crisiswoning voor de Noorse wederopbouw. Dit gebeurde om de woningnood in Noorwegen, ontstaan als gevolg van de Duitse verwoestingen in de Tweede Wereldoorlog, zo snel mogelijk op te lossen.
De prefab-woningen werden verdeeld over de drie provincies: Noord-Brabant, Zeeland en Zuid-Holland. De meeste woningen gingen naar Fijnaart en Heijningen, Kerkwerve, Nieuw-Vossemeer, Oosterland, Oude-Tonge, Ouwerkerk, Nieuwerkerk en Stavenisse. De Oostenrijkse vakantiewoningen gingen naar Haamstede, Renesse en Westenschouwen. Daarvan zijn er inmiddels veel verdwenen.
In Zuid-Holland staan en stonden de meeste geschenkwoningen in de Alblasserwaard, op Goeree-Overflakkee en in de Hoeksche Waard. Omdat het Zeeuwse eiland Schouwen-Duiveland zwaar was getroffen én bestond uit maar liefst achttien gemeentes, kreeg dat gebied de meeste geschenkwoningen, 340 in totaal.
Sinds de bouw in 1953-'54 zijn er honderden huizen afgebroken en nog veel meer werden vaak onherkenbaar verbouwd. Er resten nog een beperkt aantal originele exemplaren.
Erfgoedvereniging Heemschut en de betrokken provincies spannen zich sinds 2018 in om een aantal van deze woningen voor de toekomst te bewaren als tastbare herinnering aan de Watersnoodramp van 1953.
In het Streekmuseum de Meestoof in Sint-Annaland (Tholen) is een uit Stavenisse afkomstige geschenkwoning ingericht als museumwoning / watersnoodwoning. Ook in Heijningen (gemeente Moerdijk) is een geschenkwoning ingericht als museumwoning / watersnoodwoning. In september 2013 is in het Nederlands Openluchtmuseum in Arnhem een Noorse Watersnoodwoning uit Raamsdonksveer herbouwd.